# 静岡大学教育学部附属特別支援学校
静岡大学教育学部附属特別支援学校（しずおかだいがくきょういくがくぶふぞくとくべつしえんがっこう、英語訳:Fuzoku Special needs education school）は、静岡県静岡市にある、静岡大学教育学部附属の特別支援学校である。

## 沿革
- 1962年（昭和37年）9月 - 附属静岡小学校に特殊学級設置。
- 1974年（昭和49年） - 附属養護学校となる。
- 1976年（昭和51年） - 現在地に新校舎竣工。
- 2007年（平成19年） - 現在の学校名に変更。

## 学部
- 小学部
- 中学部
- 高等部

## 所在地
- 静岡県静岡市葵区大岩町1-15